# Обрезное
Обрезное (укр. Обрізне) — посёлок в Амвросиевском районе Донецкой области Украины. Находится под контролем самопровозглашённой Донецкой Народной Республики.

## География

#### Соседние населённые пункты по странам света
С: —
СЗ: Петренки, Клёновка, Мережки
СВ: Войковский
З: Строитель, Бурное, Шевченко
В: Павловское, Ольгинское
ЮЗ: Колоски
ЮВ: Светлый Луч, Культура
Ю: Вишнёвое

## Население
Население по переписи 2001 года составляло 69 человек.

## Общая информация
Почтовый индекс — 87350. Телефонный код — 6259. Код КОАТУУ — 1420655301.

## Местный совет
87350, Донецкая обл., Волновахский р-н, пгт.Войковський, ул. Артема, 61, 96-6-40